# EPrix New York City
ePrix New York City (anglicky: New York City ePrix) je jedním ze závodů šampionátu vozů Formule E, pořádané Mezinárodní automobilovou federací. Místem konání je městská trať Brooklyn Street Circuit, v Brooklynu, jedné ze čtvrtí New York City ve Spojených státech amerických.

## Vítězové ePrix New York City

### Vítězové v jednotlivých letech
| Rok          | Jezdec           | Konstruktér               | Trať                    | Výsledky |
| ------------ | ---------------- | ------------------------- | ----------------------- | -------- |
| 2019 Závod 1 | Robin Frijns     | Virgin-Audi               | Brooklyn Street Circuit | Výsledky |
| 2019 Závod 2 | Sébastien Buemi  | e.Dams-Nissan             | Brooklyn Street Circuit | Výsledky |
| 2018 Závod 1 | Lucas di Grassi  | Audi Sport ABT Schaeffler | Brooklyn Street Circuit | Výsledky |
| 2018 Závod 2 | Jean-Éric Vergne | Techeetah                 | Brooklyn Street Circuit | Výsledky |
| 2017 Závod 1 | Sam Bird         | DS Virgin Racing          | Brooklyn Street Circuit | Výsledky |
| 2017 Závod 2 | Sam Bird         | DS Virgin Racing          | Brooklyn Street Circuit | Výsledky |